# Bludowski

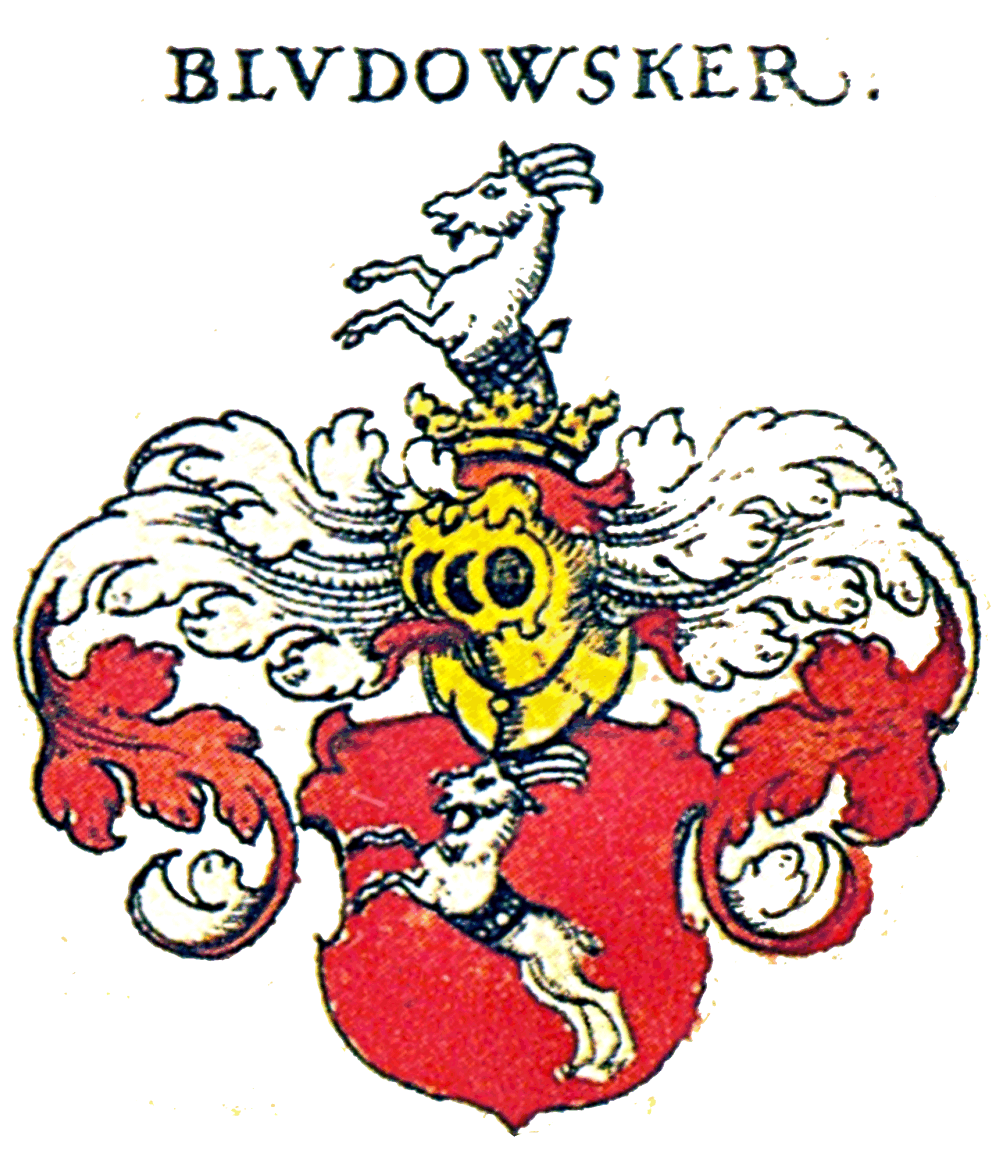
Wappen der Bludowsker in Johann Siebmachers Wappenbuch, 1605

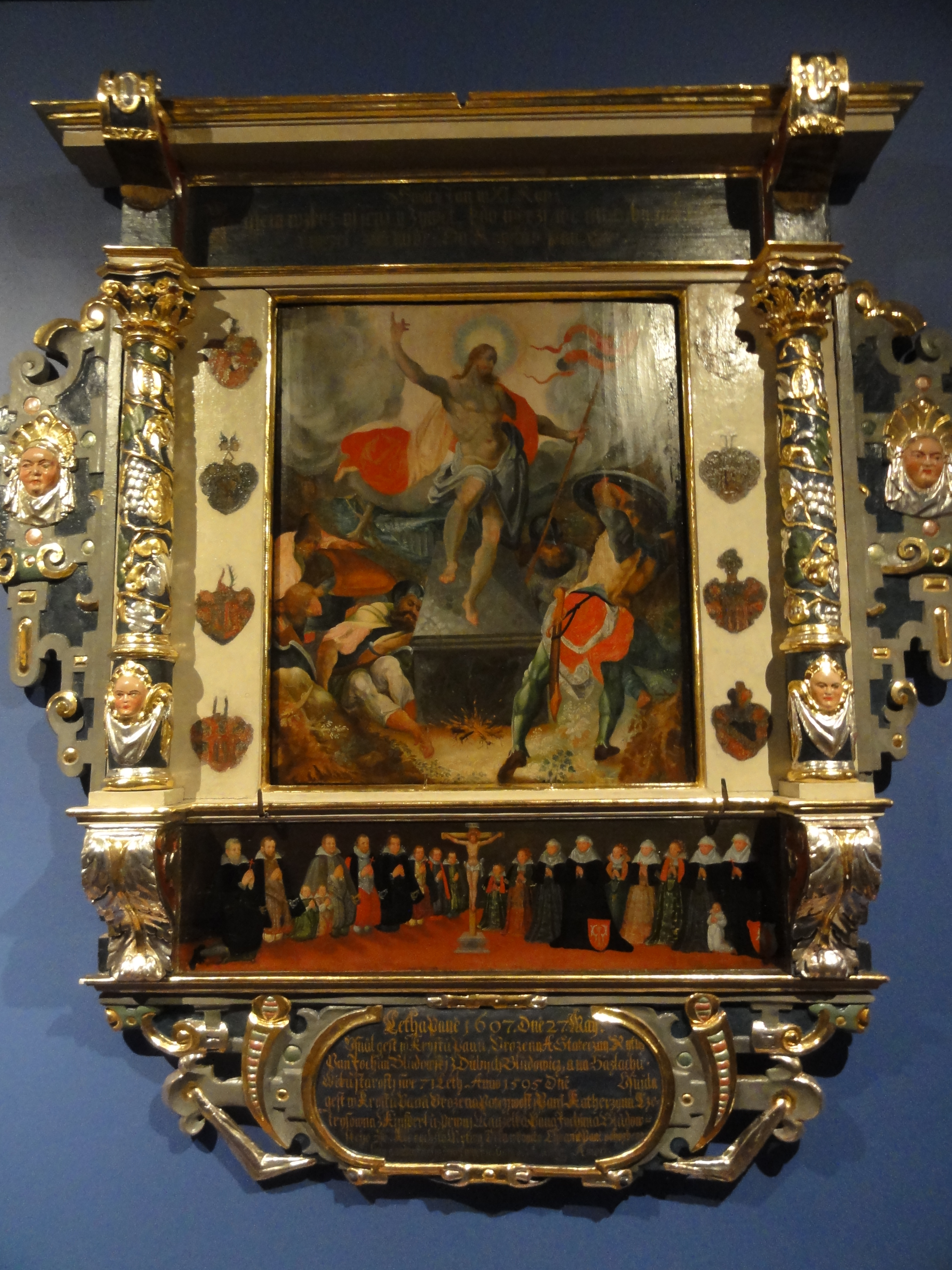
Epitaph für Joachim von Bludowski

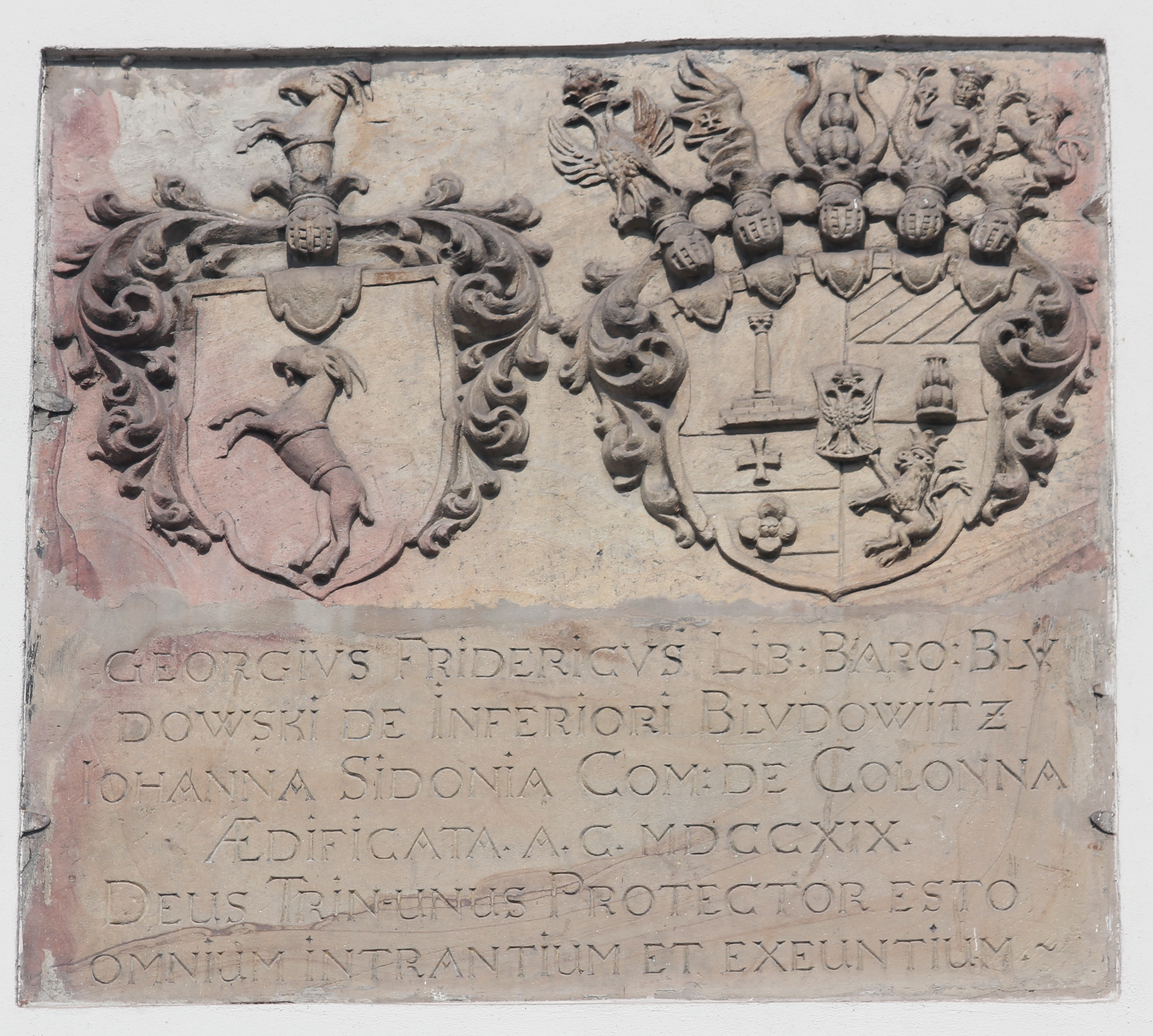
Wappen von Georg Friedrich und Johanna Sidonia von Bludowski

Bludowski (auch Bludowsky, Bludovsky, Bludowski von Kornitz, Bludowski von Bludowitz; polnisch Bludowscy) war der Name eines alten schlesischen Adelsgeschlechts. Während die Linie Bludowski (Herb Lodzia) und Bludowski (Herb Kornitz) im oder nach dem 16. Jahrhundert erloschen sind, blühte die Linie Bludowski (Herb Koziel) bis in das 19. Jahrhundert. 1687 wurde ein Zweig in den erblichen Freiherrenstand erhoben. Der freiherrliche Zweig ist 1732 und der adlige Zweig 1915 im Namensträgerstamm vollständig erloschen.

## Geschichte
Der Name geht auf den Stammsitz Bludowitz im Herzogtum Teschen zurück. Der Ort soll der Überlieferung zufolge Sitz von drei Rittergeschlechtern gewesen sein, die sich danach Bludowski bzw. Bludowsky nannten. Die drei weder stamm- noch wappenverwandten Familien gehörten den polnischen Wappengemeinschaften Herb Lodzia, Herb Kornitz und Herb Koziel an. Möglicherweise aus dem Stamm Lodzia stammend, wirkte 1599 Andreas Bludowski als Rat und Landeshauptmann von Teschen. Die dem Stamm Kornitz angehörenden Brüder Johann und Paul Bludowsky von Kornic besaßen zeitweise einen Teil von Brzezie im Herzogtum Ratibor, welchen Besitz sie 1574 an Caspar Wyskota von Wodnik verkauften. Bis gegen Ende des 15. Jahrhunderts führte diese Familie den Namen Kornitz, auch Bludowski von Kornitz. Im Laufe des 16. Jahrhunderts ist der Stamm erloschen. Während die Stämme Lodzia und Kornitz nur wenig hervortraten, ist über dem Stamm Koziel seit dem 16. Jahrhundert eine gesicherte Stammreihe bekannt. Diese bedeutendste bis in das 19. Jahrhundert blühende Linie kam über Polen nach Mähren und Schlesien. Der Stammvater Johann von Bludowski diente 1531 als Hauptmann im Teschener Land. Sein Sohn war Kaspar von Bludowski, 1558 Landrechtsbeisitzer und fürstlicher Schloss-Oberhauptmann. Im Zuge der Reformation trat die Familie zum Protestantismus über. Am 10. Februar 1687 erhob Kaiser Leopold I. Georg Friedrich von Bludowski in den erblichen Freiherrenstand. Als eines der vermögendsten protestantischen Adligen förderte Bludowski die Teschener Gnadenkirche, in der er sich auch trauen und ein Teil seiner Kinder taufen ließ. 1719 berichtete der deutsche Genealoge Johann Friedrich Gauhe über dieses Geschlecht folgendes:

„Eine alte Adeliche und nunmehro Freyherrliche Familie in Mähren, die sich auch in Schlesien ausgebreitet, all-wo sie im Teschnischen Fürstenthum das Schloß und Ritter-Guth Bludowiz als einen Stam-Sitz inne hat. Gegen Ausgang des XVI. Seculi besaß selbiges Andreas von Bludowski und Bludowiz Fürstlicher Teschnischer Rath und Landes Hauptmann. George Friedrich, Baron von Bludows in Mähren, vermählte sich Anno 1685. mit Johanna Sidonia, Gräfin Colonna von Felß“

1730 ist dieser Zweig bereits wieder mit seinem Stifter, welcher zwei Töchter hinterließ und dessen einziger Sohn Gustav Friedrich Franz von Bludowski 1704 in Brüssel erstochen wurde, im Mannesstamm erloschen. Die Tochter von Georg Friedrich, Gottliebe Agnese Charlotte von Bludowski heiratete in zweiter Ehe den Gesandten und Kabinettsminister Ernst Christoph von Manteuffel. Am 11. September 1808 fand in der Teschener Gnadenkirche die Leichenpredigt für Ernst Christian Lebrecht von Bludowski, Erbherr auf Orlau, Lazy, Ober-Zukau nebst Kotty und Simoradz statt, die 1809 zum Druck gegeben wurde. Während die freiherrliche Linie ausstarb, blühte die in dem Adelsstand verbliebene Linie der Bludowski von Bludowitz noch bis gegen Ende des 19. Jahrhunderts. Ernestine von Bludowski vermachte ihre umfangreiche Bibliothek dem Gymnasium und der Gnadenkirche Teschen. Der Stamm dürfte 1915 mit der letzten Namensträgerin vollständig erloschen sein.

## Besitzungen
Österreichisch-Schlesien: 
- Bludowitz
- Bunkom
- Drahomischel
- Ernstdorf
- Grunau
- Haslach
- Kellistera
- Koty
- Krey
- Kunzendorf
- Lazy
- Ochalitz
- Orlau
- Ochab
- Perstelz
- Pruchna
- Rychult
- Sabarew
- Schümerotz
- Stanislowitz
- Warklowitz
- Zuckerau

Brandenburg: 
- Grunow

## Wappen
Blasonierungen
- Bludowski (Herb Lodzia): In Rot ein goldener Kahn. Auf dem Helm mit rot-goldenen Helmdecken die Schildfigur besteckt mit einem natürlichen Pfauenschweif.
- Bludowski (Herb Kornitz): In Rot ein auf drei goldenen Stufen stehendes goldenes Antoniuskreuz, an jedem Ende mit goldener Kugel besetzt. Auf dem Helm mit rot-goldenen Decken ein rechts-vorwärts gewendeter, weißbärtiger rotgrkleideter Mannesrumpf, einen silbern aufgeschlagenen roten Heidenhut auf dem Kopf.
- Bludowski (Herb Koziel, z. B. zusammen mit den Wilczek): In Rot ein rechts aufspringender silberner Geißbock, mit schwarzer Binde um den Leib. Auf dem Helm mit rot-silbernen Decken die Schidfigur wachsend.

Darstellungen der drei Geschlechter Bludowsky in Siebmachers Wappenbüchern

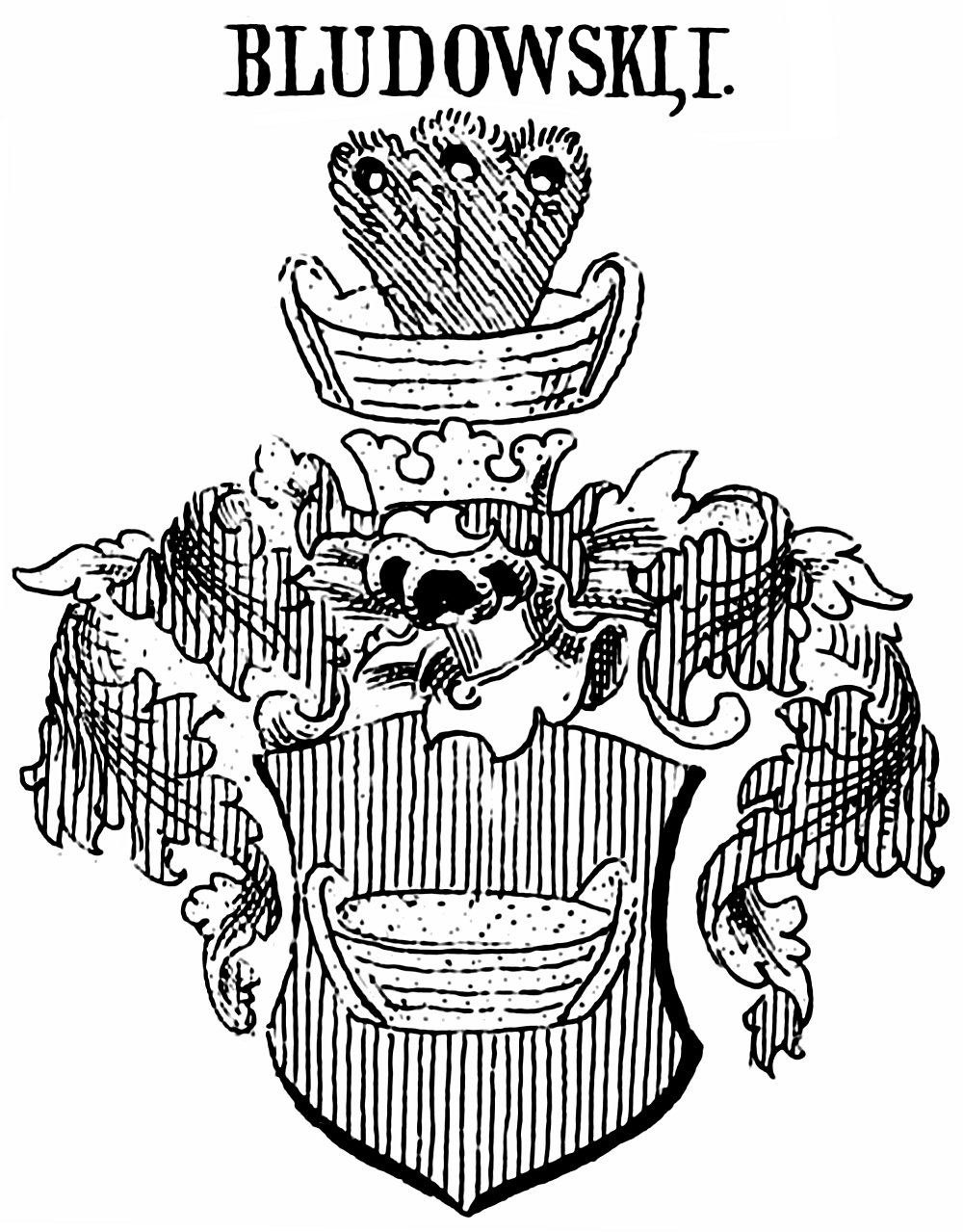
Herb Lodzia
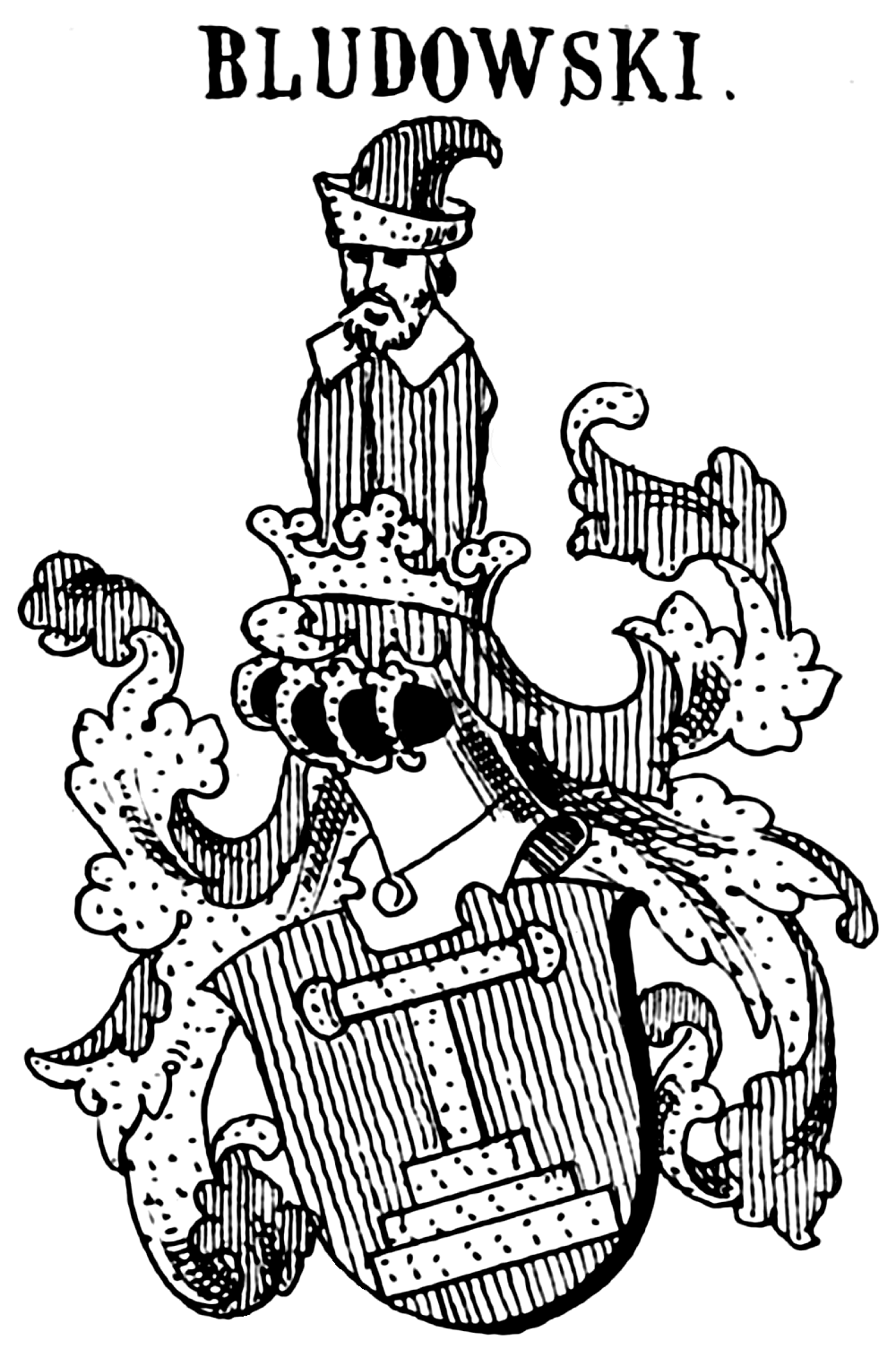
Herb Kornitz
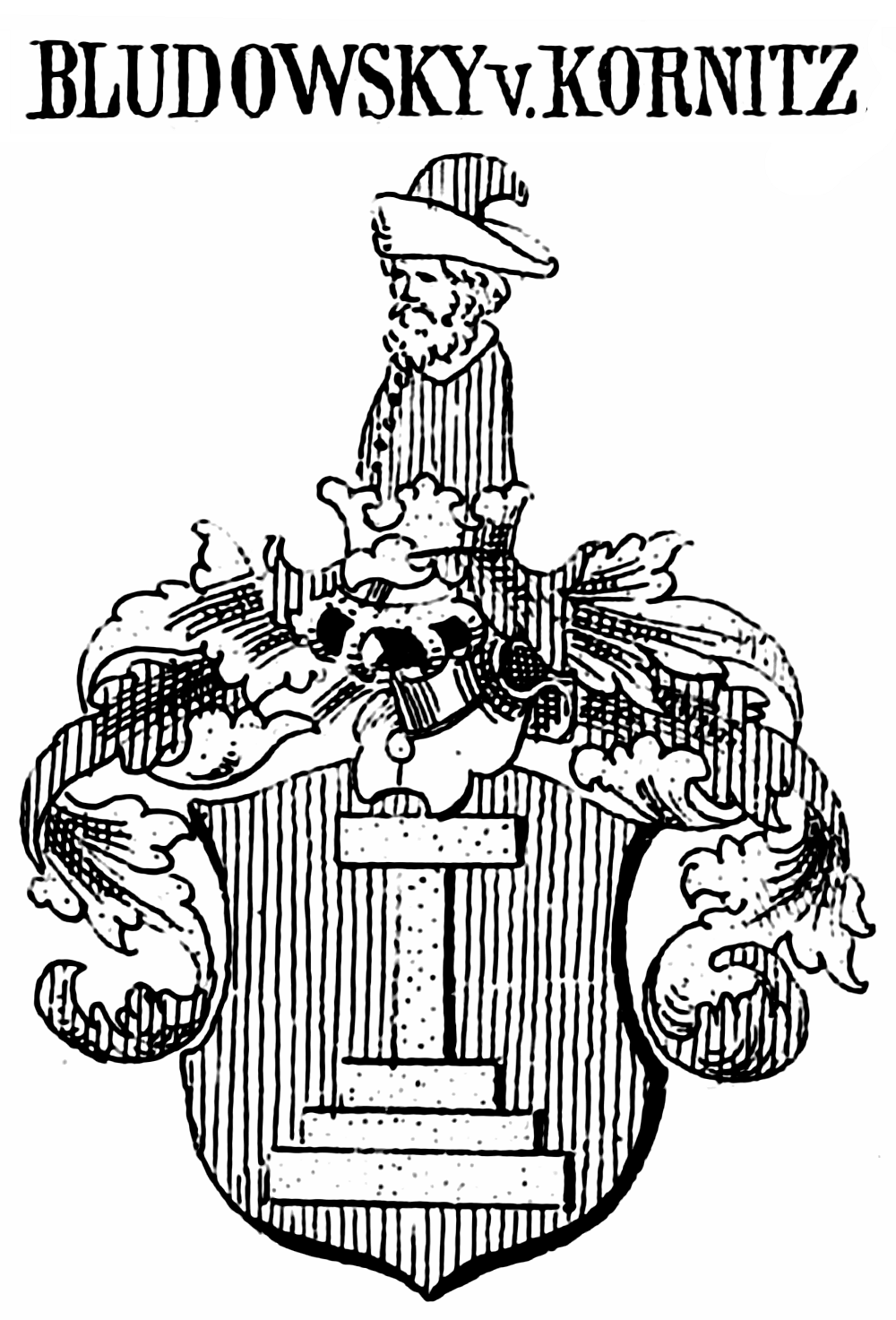
Bludowski-Kornitz
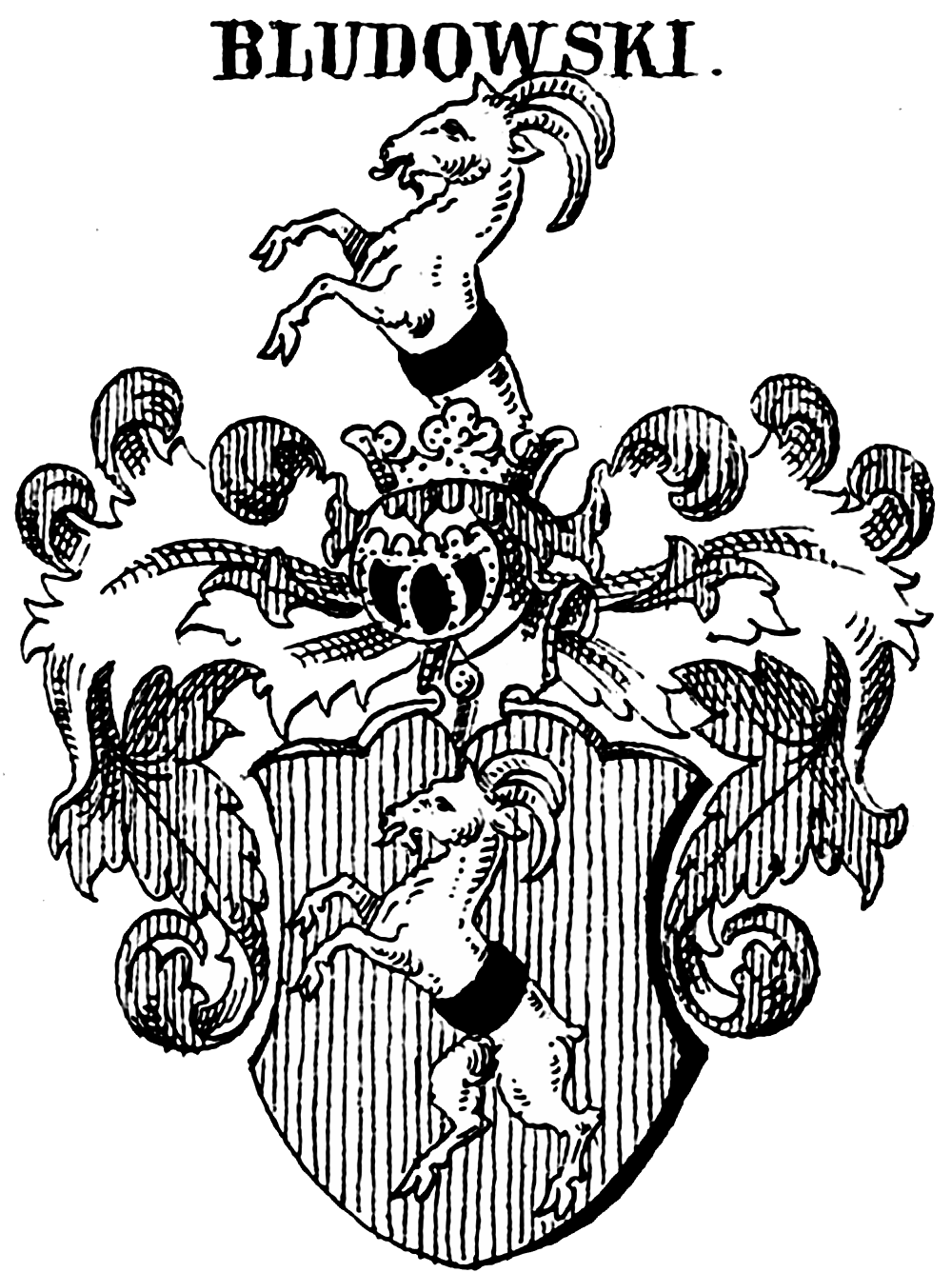
Herb Koziel

## Genealogie (Auswahl)
1. Johann von Bludowski, Hauptmann; ⚭ Margaretha von Tschammer
  1. Kaspar von Bludowski, Landrechtsbeisitzer und Schloss-Oberhauptmann; ⚭ Dorothea Kralicky von Kralic
    1. Joachim von Bludowski († 1607), Rat und Landrechtsbeisitzer, Herr auf Haslach; ⚭ 1.) Katharina von Czettritz und Kinsperg; ⚭ 2.) Eva von Larisch
      1. Joachim von Bludowski, Kriegshauptmann; ⚭ Maria Czelo von Czechowitz († 1607)
        1. Karl Heinrich von Bludowski, Herr auf Orlau und Lazy; ⚭ Magdalena von Kloch-Kornitz
          1. Joachim von Bludowski (* 1656; † 1720), Herr auf Orlau und Lazy; ⚭ 1.) Helena Rosina von Heugel; ⚭ 2.) Johanna Christiana von Wutgenau
            1. Ernst Leberecht von Bludowski (* 1713; † 1778), Herr auf Orlau, Lazy und Marklowski; ⚭ Elisabeth Constanze von Marklowski (* 1720; † 1781)
              1. Magnus Joachim Leopold von Bludowski (* 1752; † 1825); ⚭ Caroline Freiin von Wittdorf 
                1. Ernst Anton Heinrich Magnus von Bludowski (* 1790; † 1858); ⚭ Jeanne-Frederique-Diane-Stephanie Bigot de Villandry (* 1807)

      2. Friedrich von Bludowski, Landrechtsbeisitzer, Herr auf Haalach, Drahomischel und Pruchna; ⚭ Katharina Czelo von Czechowitz
        1. Georg Friedrich von Bludowski (* 1620), Landrechtsbeisitzer, Herr auf Nieder-Bludowitz und Haslach; ⚭ Anna Maria von Arras (* 1628; † 1679)
          1. Georg Friedrich von Bludowski (* 1655; † 1730), Herr auf Nieder-Bludowitz und Haslach; ⚭ Johanna Sidonia Gräfin Colonna von Fels (* 1669)
            1. Gustav Friedrich Franz von Bludowski (* 1685; † 1704), in Brüssel erstochen
            2. Gottliebe Agnese Charlotte von Bludowski (* 1690; † 1756); ⚭ 1.) Sylvius Erdmann von Trach und Birkau; ⚭ 2.) Ernst Christoph von Manteuffel

## Weitere Namensträger
- Carl Friedrich von Bludowsky (* um 1700; † 18. Jhdt.), preußischer Landrat im Kreis Tost